# Helenelund
Se även Helenelund, Närpes
Helenelund uttal (fil) är den sydligaste kommundelen i Sollentuna kommun, Stockholms län. Den består av områdena Helenelunds centrum, Kummelby, Edsviken, Tegelhagen, Silverdal och Eriksberg. Helenelund ingår i tätorten Upplands Väsby och Sollentuna och har en befolkning på 11 100 invånare (2011-12-31). Via en gång- och busstunnel under E4:an kan man nå stadsdelen Kista i Stockholms kommun. Från Helenelunds station kan man via pendeltåg ta sig till Stockholms innerstad på tio minuter.

## Historia
Erik Lukasson bodde år 1840 tillsammans med sin hustru Helena Gustafsdotter på torpet Lenalund, döpt efter hustrun. I kyrkböckerna benämndes det Helenelund eller Lenalund i folkmun. Lenalund finns på en karta från 1850-talet. Den lilla stugan som givit Helenelund sitt namn står kvar på Lenalundsvägen.

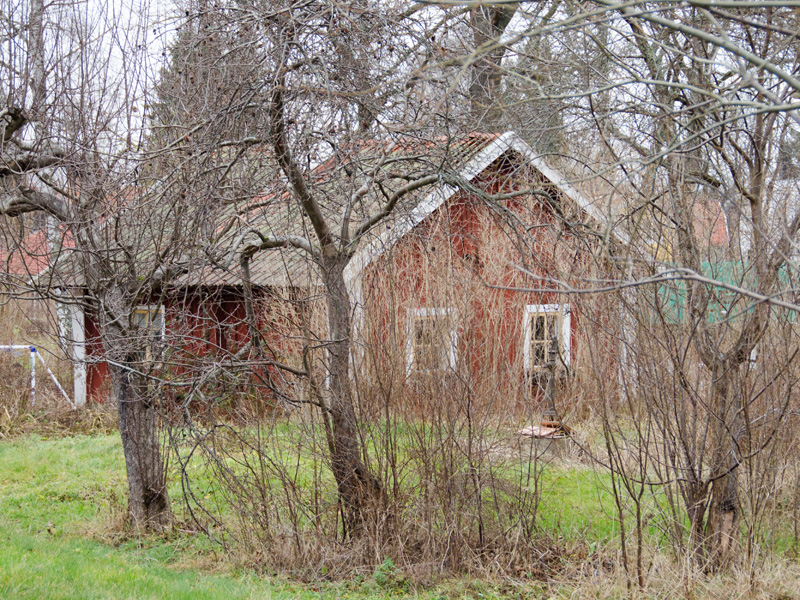
Torpet Lenalund
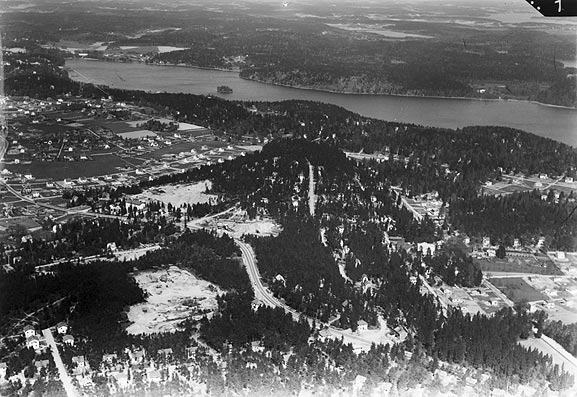
Helenelund 1936

1918 köpte AB Upplandshem Edsbergs gods ägor för att stycka dessa och sälja som egnahemstomter. 1922 fick Helenelund sin första järnvägshållplats med en bekväm förbindelse till Stockholm och då tog villabyggandet fart. Marken vid Edsviken söder om Tureberg fick namnet Edsviken villastad och området väster om järnvägen fick namnet Eriksbergs villastad. Området mellan de två villastäderna bebyggdes till stor del under 1920- och 1930-talen, och var i stort sett färdigbyggt på 1940-talet. På 1960-talet tog byggandet fart igen då man uppförde flerfamiljshus i kvarteret Svalgången, väster om järnvägsstationen. 1967 påbörjades byggandet av Helenelunds centrum, med dess affärscentrum och flerfamiljshus. Tegelhagen bebyggdes i slutet av 1970-talet.

## Religiösa byggnader
Svenska kyrkan har två kyrkor i Helenelund: Kummelby kyrka och Silverdalskapellet som är begravningskapell på Silverdals griftegård. Dessutom finns Helenelundskyrkan som tillhör Evangeliska Frikyrkan. Helenelundskyrkan uppfördes 1936 som Helenelunds biograf och 1941 bildades Södra Sollentunas baptistförsamling. Kring 2007/2008 gick Sollentuna baptistförsamling (Helenelunds baptistkyrka) in i Elimkyrkan på Östermalm i Stockholm. Senare blev Helenelundskyrkan en del av EFK-församlingen Korskyrkan i Stockholm, men är sedan 2015 en del av EFK-församlingen New Life.

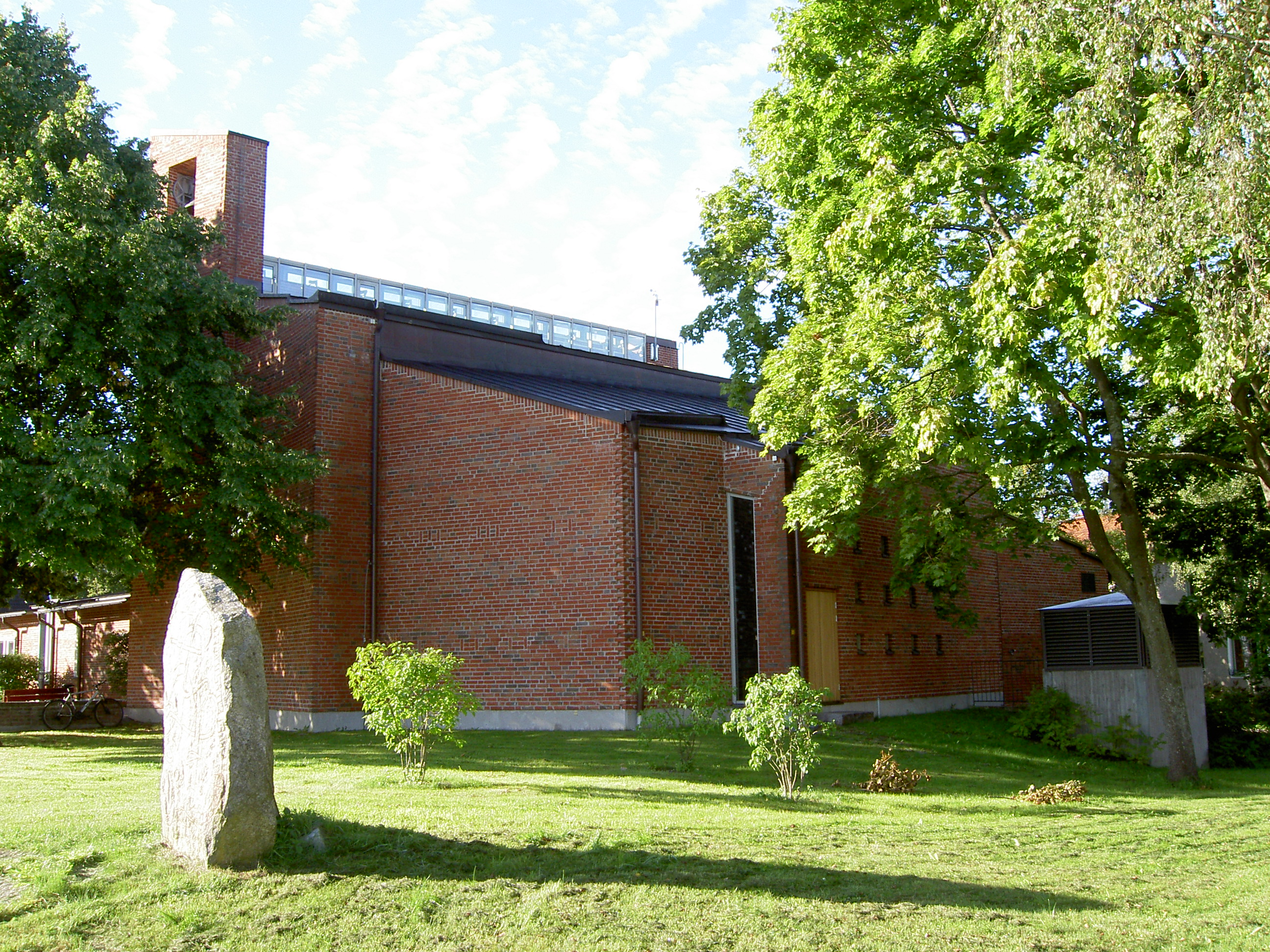
Kummelby kyrka och Kummelbystenen
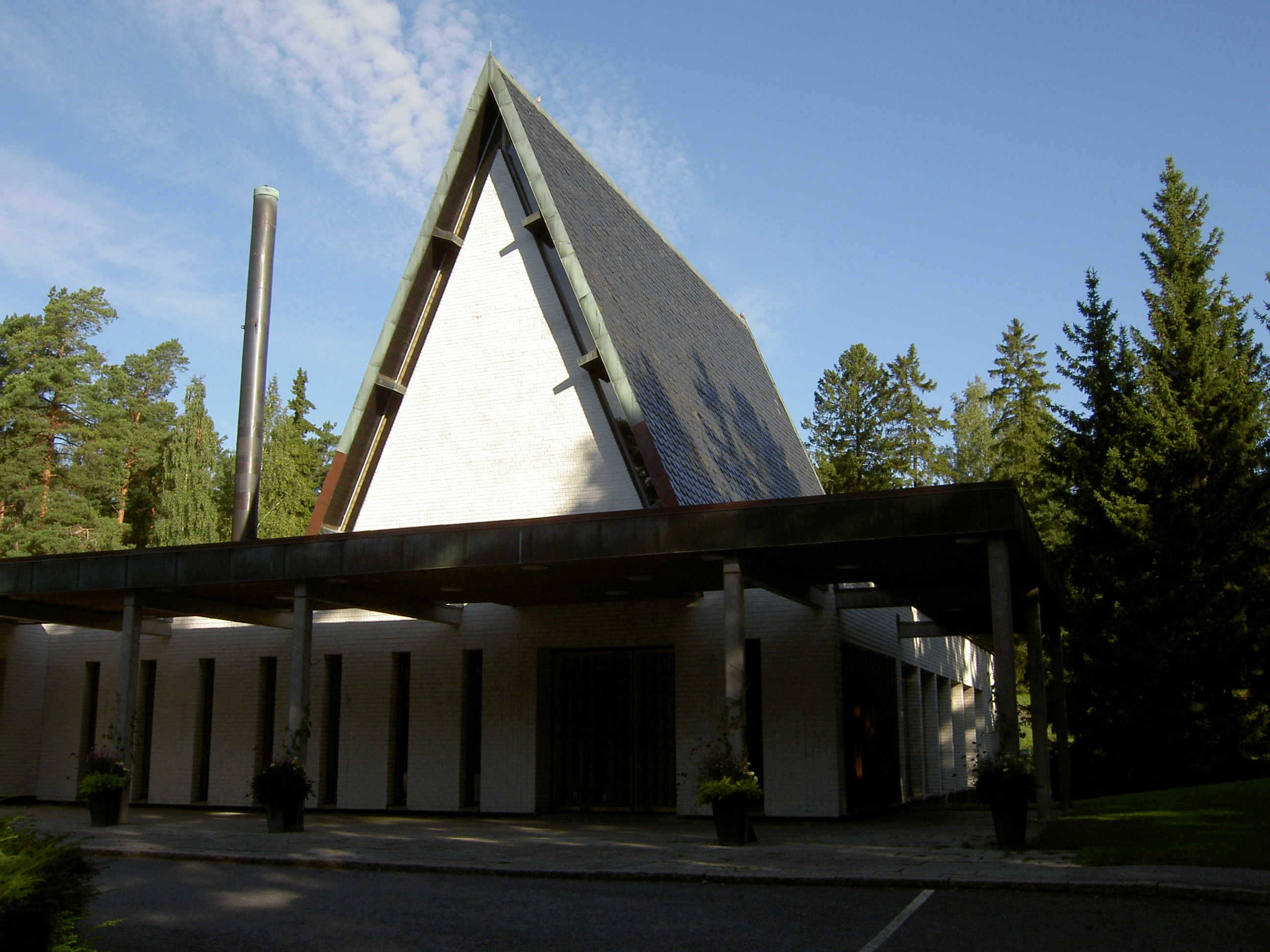
Silverdalskapellet
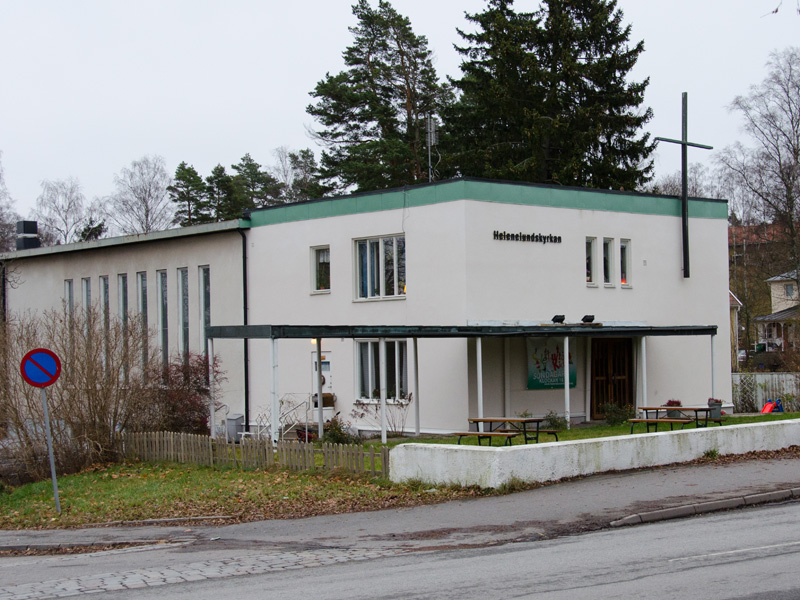
Helenelundsskyrkan
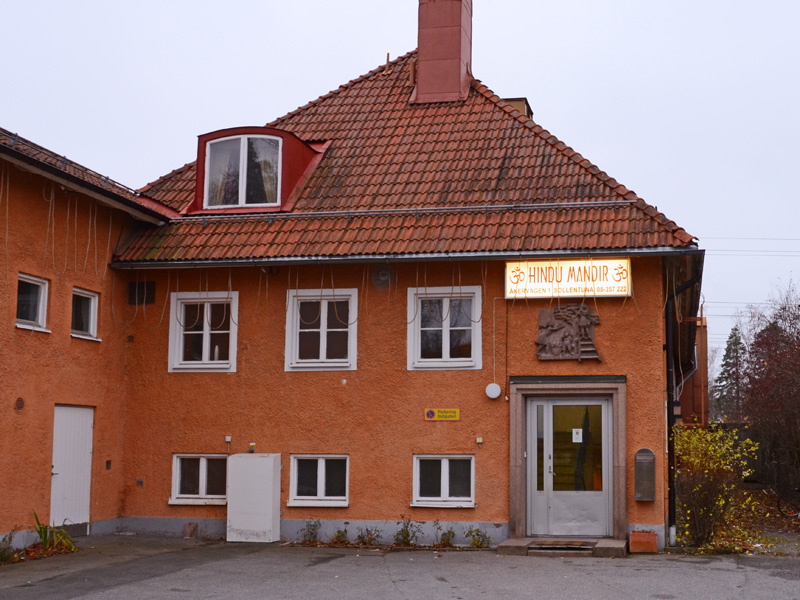
Hindu Mandir

I Helenelund finns sedan 1999 Stockholms första hinduistiska tempel, Hindu Mandir.

## Kommunikationer
- Helenelunds station tillhör Stockholms pendeltågsnät. Hållplatsen öppnade år 1922 och den nuvarande anläggningen byggdes i samband med att bandelen byggdes ut till fyra spår och togs i bruk 1994. Stationen används av många arbetspendlare eftersom det bara är cirka 500 m till det stora kontorsområdet Kista i Stockholms kommun. Från Helenelunds station går det att ta sig till centrala Stockholm på tio minuter via pendeltåg.[3]
- 10 SL-busslinjer trafikerar Helenelund, de flesta antingen längst Sollentunavägen eller förbi pendeltågsstationen.[9]
- Helenelund planeras bli slutstation för Tvärbanans Kistagren. Utbyggnaden från Ulvsunda mot Helenelund inleddes 2018 och trafiken på banan planeras att kunna starta omkring 2023.[uppföljning saknas][10]

## Utbildning
I Helenelund finns flera skolor: Futuraskolan Rådan (fristående skola, årskurs F-9), Helenelundsskolan (kommunal skola, årskurs F-9), Silverbäckens skola (fristående skola, årskurs F-9), Tegelhagens skola (kommunal skola, årskurs F-5), Silverdalsskolan (kommunal skola, årskurs F-9), Silverdalsskolan (kommunal skola, årskurs 1-9 för elever med Aspergers syndrom).

## Sport och fritid
- Sollentuna Södra Scoutkår i Helenelund är en av landets största scoutkårer. Kårens fasta punkter i Helenelund är scoutgården Holken i Tegelhagen och båthuset Skutan i Edsviken.[11]
- Helenelunds IK är en bandyklubb i division 1 som tidigare hade Helenelunds IP som hemmaarena. Nu är Sollentunavallen hemmaarena. Fram till 2008 fanns också fotbollsverksamhet i klubben.[12]

## Sevärdheter
- Kummelbystenen utanför Kummelby kyrka

## Bilder

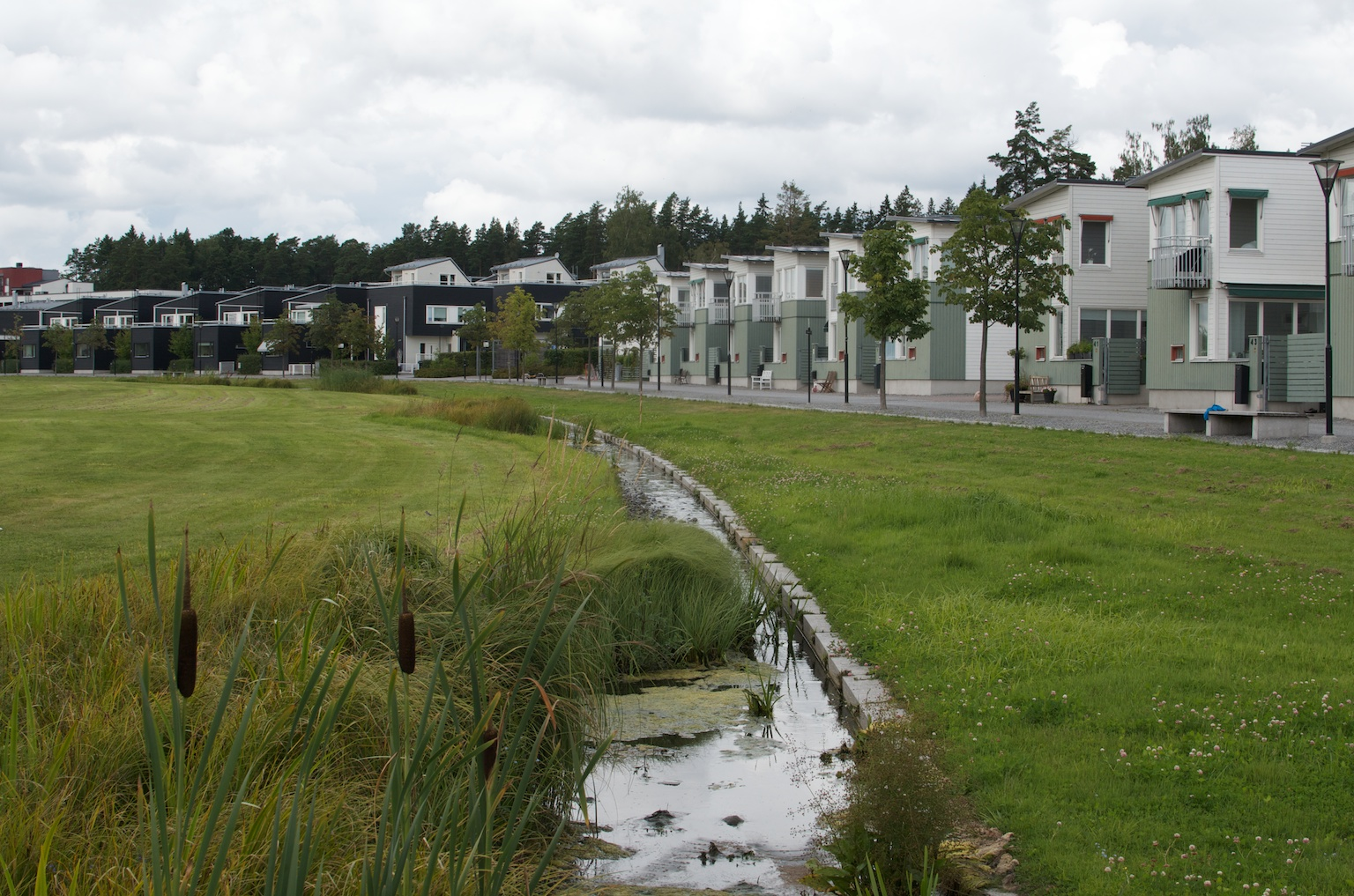
Silverdal
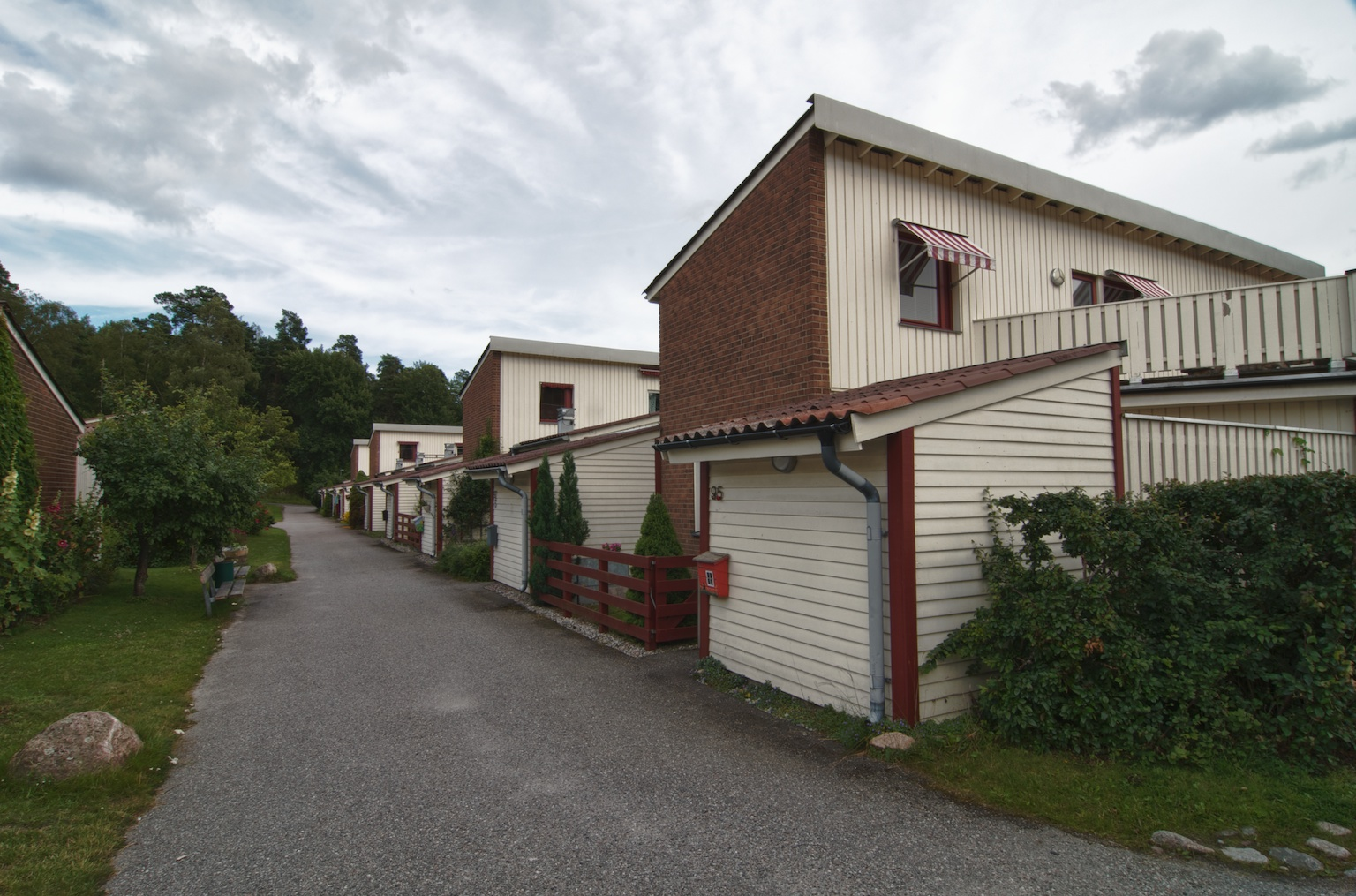
Tegelhagen
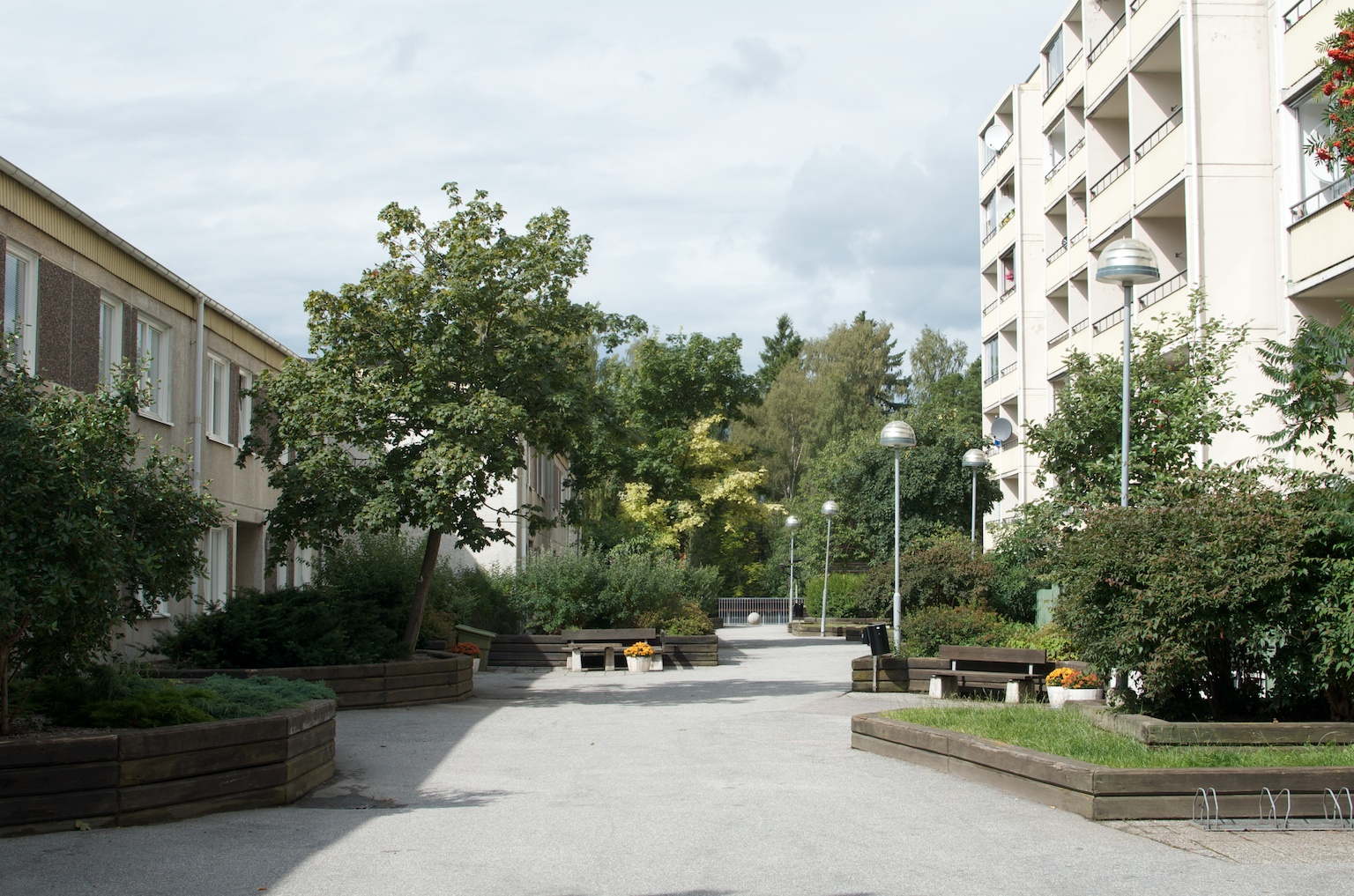
Helenelunds Centrum, Stupvägen